# Datacenter
Et datacenter er en eller flere bygninger, eller dele af bygninger, som huser computersystemer og tilhørende apparatur, inden for telekommunikation og digital datalagring. Et enkelt rum med computerudstyr kaldes også for en maskinstue. I 2022 var der verden over mere end 6.000 datacentre, heraf godt 2.700 i USA.
De seneste årtier, og især op gennem 2010'erne, er såvel erhvervsliv som offentlige virksomheder og private brugere blevet stærkt afhængige af stabil datalagring og -udveksling, og datacentre indeholder derfor næsten altid infrastruktur og systemer til sikring af data i tilfælde af strømudfald, brand eller overophedning.
Verdens samlede energiforbrug til datacentre var i 2020 ca. 300 TWh, et tal som i 2030 forventes at stige til ca. 850 TWh. Et stort datacenter har et strømforbrug svarende til en stor dansk provinsby.[kilde mangler]

## Historie
Tidlige computere, som den amerikanske ENIAC udviklet under 2. verdenskrig, var vanskelige at betjene og vedligeholde, og dertil krævende mht adgangs- og lokaleforhold. Der skulle bruges en mængde kabler for at forbinde computerens forskellige dele, og man udviklede derfor systemer med rack-reoler, hævede gulve og kabelhylder, enten under loftet eller under det hævede gulv. Den tids mainframe computere var meget energikrævende og behøvede afkøling for ikke at blive overophedede. Desuden blev sikkerhed efterhånden et vigtigt aspekt, fordi computere var bekostelige og ofte anvendtes til militære formål.
Da pc'ere i løbet af 1980'erne opnåede stor udbredelse, var det bl.a. fordi de kunne bruges stort set overalt, uden at man i nogen særlig grad behøvede bekymre sig om, hvilke omgivelser computeren befandt sig i. I takt med fremkomsten af billige og effektive it-netværk og nye kabel-standarder valgte firmaer og institutioner gerne at opstille servere i særlige rum, som man på denne tid begyndte at kalde datacentre.
Under it-boblen omkring årtusindskiftet oplevede datacentre en voldsom vækst. Firmaerne behøvede hurtige og stabile internet-forbindelser for at kunne drive deres virksomhed, og mange steder blev der bygget store lagerfaciliteter, såkaldte internet data centre (IDC) eller cloud data centre (CDC). For små virksomheder var det dog urentabelt selv at skulle etablere de nødvendige systemer, og her koblede man sig i stedet på eksterne systemer, som efterhånden alle gik under betegnelsen data center.

## Energiforbrug
Datacentre bruger store mængder energi, hvadenten det er nogle få kW for et rack af servere i et skab eller adskillige titals MW for større anlæg, svarende til måske 100 gange større forbrug end en typisk kontorbygning. Datacenteret Citadel Campus i Nevada var i 2017 verdens største, med et areal på 670.000 m2 og et energiforbrug på op til 650 MW, som udelukkende kommer fra vedvarende energi. For sådanne store anlæg kan udgifter til strømforsyning udgøre over 10% af de samlede driftsomkostninger.

## Public cloud i Danmark
Danmark er, som resten af Skandinavien, blevet interessant med hensyn til etablering af public cloud datacentre, fordi der her er køligt klima, god infrastruktur, rigeligt med vedvarende energi, samt en velvilje fra offentlige myndigheder over for disse byggerier.
Klimarådet påpegede dog i en analyse i 2019, at de mange datacentre, som i årene omkring 2020 er under opførelse i Danmark, vil udgøre en stor udfordring for de danske klimamål og den grønne omstilling, bl.a. fordi de i 2040 anslås at ville stå for 22% af det danske elforbrug og derfor vil kræve elektricitet svarende til to havvindmølleparker. Hertil svarede brancheorganisationen Dansk Energi, at den teknologiske udvikling inden for sol- og vindenergi er i så hastig udvikling, at problemet ikke bliver nær så stort.

### Public cloud datacentre i Danmark
Public cloud datacentre i Danmark:
1. Facebook - Meta Odense Data Center (55°22′00″N 10°29′06″Ø / 55.36667°N 10.48500°Ø) - to serverhaller på hver 375m x 100m stod færdige september 2019; en udvidelse med tre serverhaller igangsat i 2021[16] blev i december 2022 ændret til kun en ny hal[17]
2. Apple - Foulum datacenter (56°29′00″N 9°34′26″Ø / 56.48333°N 9.57389°Ø) - én serverhal med LxBxH = 360m x 80m x 14m stod færdig september 2020[18]
3. Google - Fredericia (55°33′29.5″N 9°39′20.8″Ø / 55.558194°N 9.655778°Ø)— én serverhal på 105m x 120m stod færdig november 2020[14][19]
4. Microsoft - Roskilde (55°34′51″N 12°06′00″Ø / 55.58083°N 12.10000°Ø) - opførelse påbegyndt forår 2022 af én serverhal 295m x 35m[20]
5. Microsoft - Høje Taastrup (55°38′40″N 12°15′33″Ø / 55.64444°N 12.25917°Ø) - opførelse påbegyndt efterår 2022 af én serverhal 295m x 65m[21][22]
6. Microsoft - Køge (55°30′36″N 12°09′09″Ø / 55.51000°N 12.15250°Ø) - opførelse påbegyndt i 2022 af tre serverhaller på hver 4.314 m2 og med et samlet elforbrug på 91 MW, af hvilke dog i første omgang kun den ene skal tages i brug[23]

I februar 2020 oplyste Aabenraa kommune, at de havde solgt to grunde til datacenterbyggeri til en unavngiven køber, efter tidligere at have solgt grunde til såvel Apple som Google.
I maj 2025 var der, udover de ovennævnte datacentre, i Danmark ialt 55 større eller mindre datacentre, især beliggende i hovedstadsområdet, samt i Aarhus, Odense og Trekantområdet.